# ميتساميولي
ميتساميولي هي مدينة تقع على الساحل الشمالي الغربي للقمر الكبرى في جزر القمر.
سنة 2012، بلغ عدد السكان حوالي 7235 نسمة.

## اقتصاد
السياحة مهمة في المنطقة، خصوصا ممن يقضون شهر العسل الأوروبي. يمارس الصيد أيضا في ميتساميولي.

## شخصيات المدينة
- جويرية عبد الله : أول امرأة انضمت إلى الجمعية العامة لاتحاد جزر القمر.